# Табун (печера)
Печера Табун (Танур) (араб. مغارة الطابون, Maghārat at-Tābūn; івр. מערת תנור, Me’arat Tannur) — карстова печера, пам'ятка археології, частина природного заповідника Нахаль-Меарот. Печера знаходиться на західному схилі хребта гори Кармель в Ізраїлі. Вона була заселена в період нижнього та середнього палеоліту (500 000—40 000 років тому). У 2012 році печера як частина заповідника Нахаль-Меарот була внесена у список об'єктів Світової спадщини ЮНЕСКО.

## Загальний опис
Заповідник Нахаль-Меарот також відомий як Ваді ель-Мугара, в якому розташована печера Табун, розташований вздовж русла однойменного струмка на західному схилі гори Кармель неподалік Хайфи. Окрім, власне печери Табун, яка розташована найвище, до його складу входять печери Джамаль(Гамаль), аль-Вад(ха-Нахаль) і Схул(Гді), у яких також було знайдено рештки прадавніх культур.
Цю величезну природну печеру прадавні люди використовували як місце для житла, розведення вогню і як сховок. Зараз печера є відкритою для відвідування, щоправда, потрібно заплатити за вхід на територію заповідника. У задній частині печери є отвір і вона чимось схожа на трубу. Власне, назва печери дослівно перекладається з арабської як піч.

## Дослідження

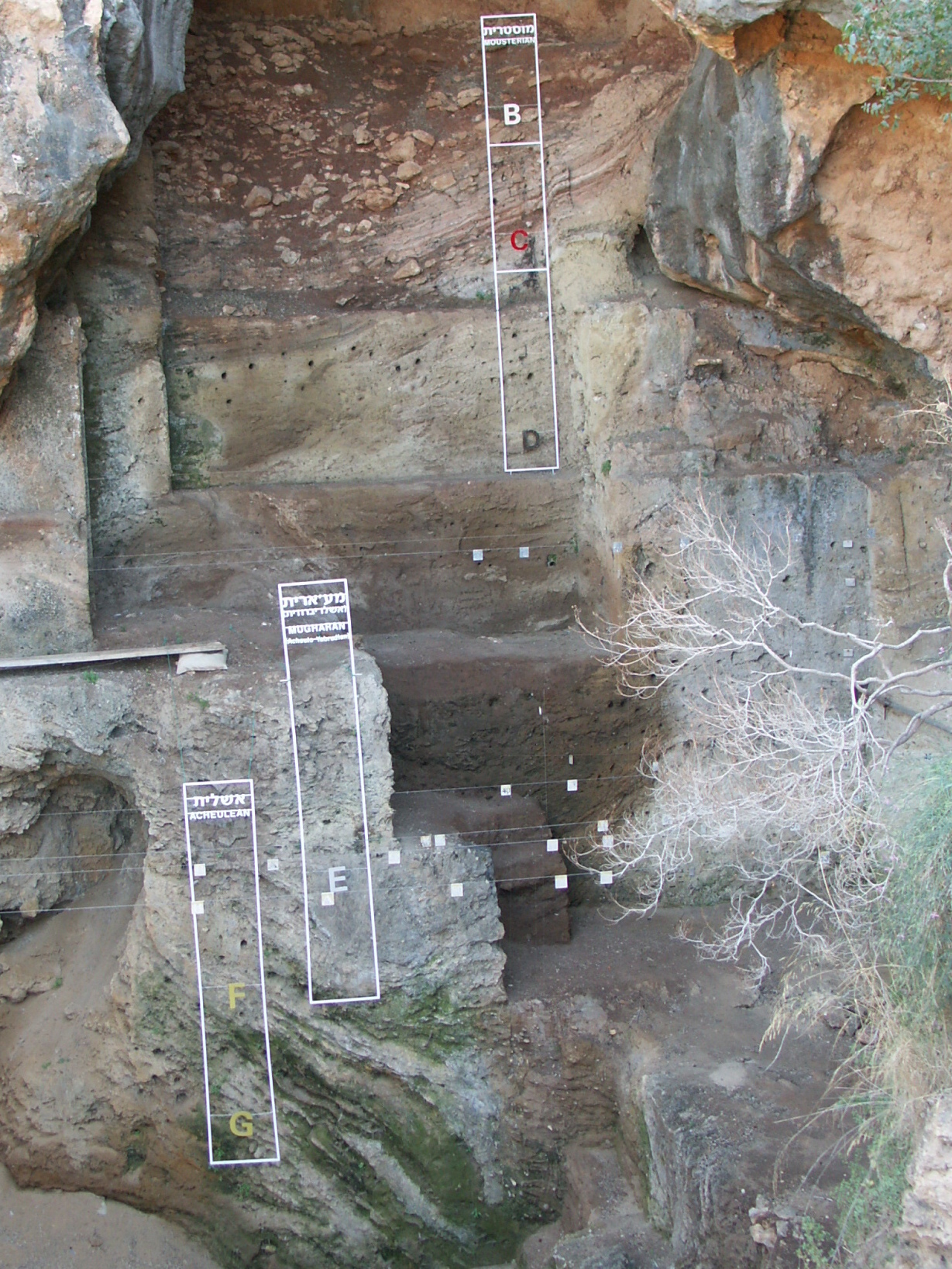
Схема розкопок різних культурних шарів у печері Табун

Коли у 1927 році британською владою, яка в той час мала мандат в Палестині, ухвалила рішення про будівництво порту в Хайфі, то було порушене питання збереження печер Нахаль-Меарот, де планували зробити каменоломню. До печер було направлено археологічну експедицію під керівництвом Дороті Гарод.
У 1967—1971 роках у печері Табун вів розкопки американський спеціаліст Артур Єлінек, а пізніше в печерах працювали ізраїльські та французькі археологи.
З 1971 року печери Нахаль-Меарот були передані до Управління природи та парків Ізраїлю.
З 1988 року постійно ведуться розкопки у печерах Табун і ха-Нахаль.
У 2012 році печера була внесена до списку об'єктів Світової спадщини ЮНЕСКО.

## Культурні шари
У ході розкопок була досліджена, мабуть, найдовша послідовність культурних шарів  доісторичної Палестини. Протягом часу в печері накопичився шар із крупно- і дрібнозернистого піску і глини, подекуди до 25 метрів. Ці відкладення ховали під собою залишки слідів життя людей і їхніх знарядь праці трьох культур: ашельської (близько 250 000 років тому, шари F-G на схемі справа), проміжної ашельсько-ябрудської (шар G) та мустьєрської (близько 40 000 років тому, шари B-C-D).

### Ашельський та ябрудський період
Нижні шари печери містять велику кількість морського піску. Це, а також пилок сліди квіткового пилку, свідчить про жаркий клімат в час, коли ці шари утворилися. Глобальне потепління, яке викликало танення льодовиків (250 000—150 000 років тому) привело до підвищення рівня моря і зміну берегової лінії Середземного моря. яка доходила до самої печери (зараз вона проходить за 3,5 км на захід). Як наслідок, Прибережна рівнина у ті часи займала меншу територію ніж зараз і була вкритою рослинністю саванного типу.
В одному місці біля входу в грот виявилося скупчення знарядь, що складалося з 29 спеціально захованих ручних рубил. Всього в розкопаних ділянках грота було знайдено близько 50 тис. виробів, причому переважну масу їх становили готові, цілком закінчені знаряддя: рубила, скребки, вістря, ретушовані відщепи і пластини.
У той час мешканці печери використовували рубила з кремнію чи щільного вапняку для полювання на газелей, гіпопотамів, носорогів і диких биків, а також для викопування їстівних коренів. З часом знаряддя вдосконалювались: рубила ставали менші і мали кращу форму, а скребла, виготовлені з великих сколів кремнію, ймовірно, служили для відділення м'яса від костей і для вичинки шкур тварин.
У пізньоашельському шарі було виявлено залишки вогнищ у вигляді темно-бурих або жовтих плям випаленої землі. Оброблені кремені розташовувалися неоднаково, переважно біля скелястої стіни грота.
Під час розкопок Артура Єлінека в 1967—1972 роках було знайдено понад 1900 цілих і фрагментарних кам'яних рубил пізньоашельської і ябрудської культури.

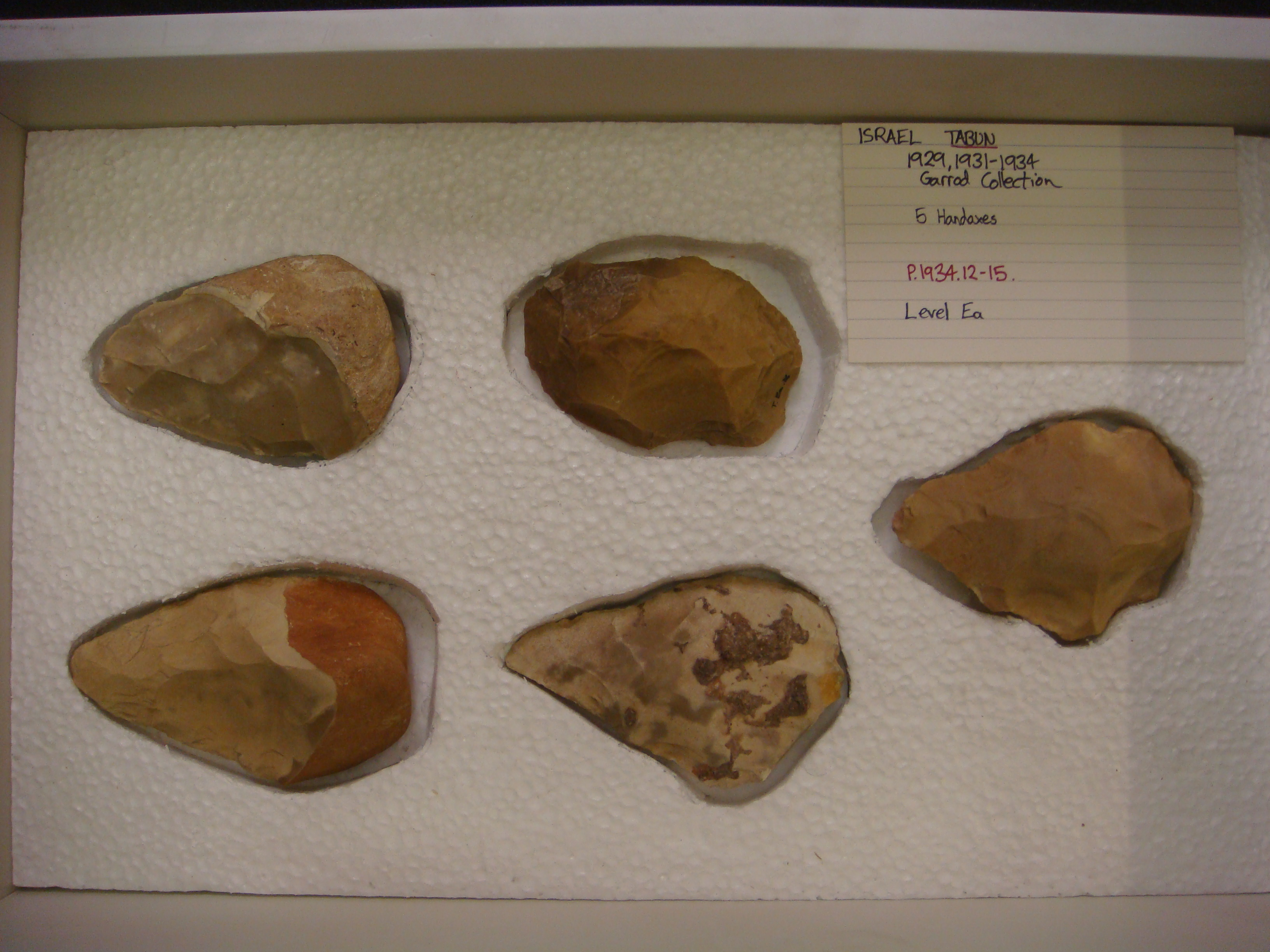
Рубила знайдені в печері Табун у 1929,1931—1934

### Період мустьє
Верхні шари в Табуні складаються переважно з глини і дрібнозернистого піску. Це означає, що по мірі формування нового льодовика клімат змінився: став більш холодним і вологим. Це привело до утворення широкої прибережної зони, яка була вкрита лісами і болотами, рівень моря впав на 100 метрів до теперішнього рівня.
Матеріальні знахідки у верхніх шарах печери відносять до мустьєрської культури . У цих шарах переважають знахідки невеликих кремнієвих знарядь, які здебільшого виготовлені за леваллуазькою технікою. Серед типових мустьєрських знарядь зустрічаються видовжені наконечники, різної форми сколи кремнію, які використовувалися як скребки, та інші гострі знаряддя для різання і пиляння.
Раціон людей, які використовували ці знаряддя у той час, складали фрукти, насіння, корінці та листя, а також м'ясо газелей, ланей, козуль та кабанів.

## Кістки
Велика кількість кісток лані, які були знайдені у верхніх шарах печери, може бути пов'язана з отвором у задній частині печери, який служив природною пасткою для тварин. Можливо, тварин зганяли до цього отвору, вони падали у печеру і були забиті.
У печері Табун рівні С були знайдені рештки на 30-річної жінки (Табун I) неандертальського типу, низького зросту всього 151 см, яким приблизно 120 000 років. Це одні з найбільш давніх людських решток, які було знайдено на території Ізраїлю.
Також археологи відкопали щелепу дорослого чоловіка (Табун II). Масивна щелепа неандертальця привернула увагу вчених, оскільки на ній можна побачити чітке підборіддя. Воно, яка правило, відсутнє у неандертальців. Це породило дуже багато дискусій на тему чи були жителі печери Табун проміжною ланкою між неандертальцями і кроманьйонцями. Суперечки тривають і досі.

## Культурне значення
У печерах Близького Сходу Табун та Схул йшло формування людини сучасного типу Homo sapiens. В печерах знайдено унікальні сліди співіснування неандертальців і людини розумної в межах однієї епохи — мустьєрської. Достовірно невідомо чи були жителі гори Кармел в центрі цього процесу чи на окраїні, але без сумніву вони брали в ньому участь.